# Maison Blendeff
La maison Blendeff est un immeuble classé situé dans le hameau de Fonds-de-Forêt faisant partie de la commune de Trooz, au centre de la province de Liège en Belgique.

## Localisation
Cette habitation de type manoir se trouve dans le hameau de Fonds-de-Forêt, au bout d'une impasse partant de la rue Bay Bonnet (no 18) et donnant sur une cour empierrée. Elle se situe sur la rive gauche de la Magne, un ruisseau affluent de la Vesdre, et en contrebas d'un versant boisé où l'on trouve les grottes des Fonds de Forêt reprises au Patrimoine immobilier exceptionnel de la Wallonie et la grotte Walou.

## Historique
La façade sud-ouest est percée d'une porte à linteau droit surmontée d'une baie d'imposte. Cette imposte porte en léger relief l'année de la construction : 1749.

## Description
Isolé entre le ruisseau et le versant, cet ensemble comprenant deux bâtiments séparés (d'une part, un corps de logis prolongé d'une annexe mitoyenne et, d'autre part, une autre annexe indépendante) est exclusivement bâti en moellons de pierre calcaire de la vallée de la Vesdre lui donnant une belle unité architecturale. La partie sud-ouest du domaine est bordée par un haut mur de pierre calcaire abritant une cour intérieure.
Le corps de logis est percé de baies vitrées à linteaux bombés alors que les portes d'entrée de chaque façade possèdent chacune un linteau horizontal. Sur les deux façades, les baies vitrées sont doubles et à meneau tandis que celles des pignons hauts de cinq niveaux sont simples. Le corps de logis se prolonge au sud-est par une annexe mitoyenne construite dans la même style mais comptant un niveau de moins que le corps de logis. Surmontant une corniche de bois moulurée, la toiture à coyaux (pente plus forte au sommet) est percée de trois lucarnes sur chaque face et, à l'origine, de deux cheminées chaînées.
L'annexe située au nord-est qui se compose d'un seul niveau est de construction plus récente mais bâtie avec le même matériau (moellons de pierre calcaire).

## Classement
Les façades, toitures et charpentes du corps de logis ainsi que de l'annexe mitoyenne plus ancienne sont reprises sur la liste du patrimoine immobilier classé de Trooz depuis le 11 juillet 1996.